# Straška Gorca
Straška Gorca este o localitate din comuna Šentjur, Slovenia, cu o populație de 79 de locuitori.